# Ashraf Kasem
Ashraf Kasem Raman (ar. أشرف قاسم, ur. 25 lipca 1966 w Kairze) – piłkarz egipski grający na pozycji obrońcy.

## Kariera klubowa
Pierwszym klubem Kasema w karierze był Zamalek Kair. W 1984 roku zadebiutował w jego barwach w pierwszej lidze egipskiej i z czasem stał się jego podstawowym zawodnikiem. W 1986 roku wygrał Afrykańską Ligę Mistrzów (2:0, 0:2 k. 4:2 w finale z Africa Sports Abidżan). W swojej karierze trzykrotnie zostawał mistrzem kraju w latach 1988, 1992 i 1993 oraz zdobył Puchar Egiptu w 1988 roku. Natomiast w 1988 roku wygrał też Puchar Afro-Azjatycki. W sezonie 1993/1994 występował w saudyjskim Al-Hilal i po roku gry w Arabii Saudyjskiej wrócił do Egiptu. W 1995 roku zdobył z Zamalekiem Superpuchar Afryki. W 1996 roku po raz drugi wygrał Ligę Mistrzów (1:2, 2:1 k. 5:4 z Shooting Stars FC), a w 1997 roku wywalczył Superpuchar Afryki i wygrał drugi Puchar Afro-Azjatycki. Karierę piłkarską zakończył w 1997 roku w wieku 31 lat.

## Kariera reprezentacyjna
W reprezentacji Egiptu Kasem zadebiutował w 1985 roku. W 1990 roku został powołany przez selekcjonera Mahmouda El-Gohary’ego do kadry na Mistrzostwa Świata we Włoszech. Tam był rezerwowym zawodnikiem i nie rozegrał żadnego spotkania. Był także w kadrach Egiptu w Pucharze Narodów Afryki 1986 (wywalczył mistrzostwo Afryki strzelając decydującego karnego w serii rzutów karnych w finale z Kamerunem), Pucharze Narodów Afryki 1988 i Pucharze Narodów Afryki 1994. Od 1986 do 1994 roku rozegrał w kadrze narodowej 67 meczów.